# Victoria (métro de Londres)
Pour les articles homonymes, voir Victoria.
Cet article concerne la station de métro. Pour la ligne de métro, voir Victoria line.
Victoria (en anglais : Victoria Underground Station), est une station des lignes : Circle line, District line et Victoria line, en zone Travelcard 1. Elle est située sur la Victoria Street, dans la cité de Westminster.
C'est une station de correspondances, entre trois lignes du métro et la gare de Londres-Victoria.

## Histoire
Le 18 février 1991 une bombe de l’IRA cachée dans une poubelle fait 1 mort et 38 blessés.

## À proximité
- Cité de Westminster
- Gare de Londres-Victoria